# 马朴
马朴（？年—？年），字敦若，陕西同州人，民籍。明朝官员。

## 生平
萬曆四年（1576年）丙子科陕西鄉試舉人，授景州知州，以忧去，服阕，补易州。万历四十年（1612年）出守襄阳府，四十二年二月升雲南按察司副使。著有《日省近言》、《四六雕虫》。